# Faramea congesta
Faramea congesta är en måreväxtart som beskrevs av Huber. Faramea congesta ingår i släktet Faramea och familjen måreväxter.
Artens utbredningsområde är Peru. Inga underarter finns listade i Catalogue of Life.